# Dietrich-Bonhoeffer-Kirche (Großaitingen)

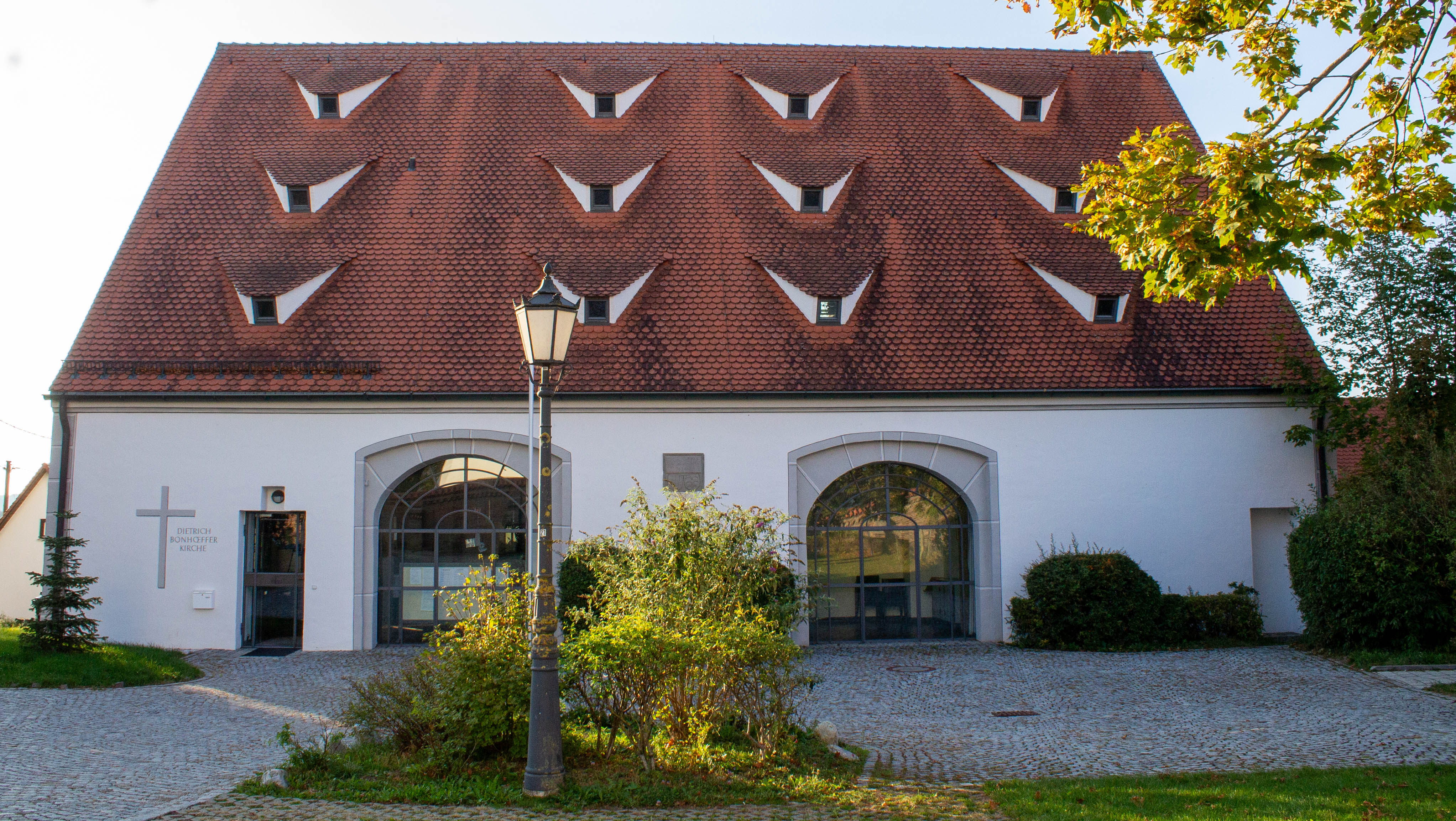
Dietrich-Bonhoeffer-Kirche in Großaitingen

Die evangelisch-lutherische Dietrich-Bonhoeffer-Kirche steht in Großaitingen, einer Gemeinde im schwäbischen Landkreis Augsburg von Bayern. Das Bauwerk ist in der Liste der Baudenkmäler in Großaitingen als Baudenkmal unter der Nr. D-7-72-151-5 eingetragen. Die Kirchengemeinde gehört zum Evangelisch-Lutherischen Dekanat Augsburg der Evangelisch-Lutherischen Kirche in Bayern.

## Beschreibung
Die 1549 errichtete und 1648 zerstörte Zehntscheune des Hochstifts Augsburg wurde 1650 unter Johann Rudolf von Rechberg neu errichtet und mit einem Satteldach bedeckt, das mit vielen Dachgauben versehen ist. 1988 wurde sie zur Saalkirche umgestaltet. 